# لارس جوهانسون
لارس جوهانسون هو كاتب ومؤرخ سويدي، ولد في 8 مارس 1936 في Köping, Sweden ‏ في السويد.